# Антонов, Сергей Николаевич (военный)
Серге́й Никола́евич Анто́нов (1922 — октябрь 1989) — деятель советских спецслужб, генерал-лейтенант (1968).

## Биография
Родился в селе Языково Симбирской губернии (ныне — Ульяновской области). С 1940 года служил в РККА: курсант учебной роты 1-го Харьковского танкового училища, с 1941 — старший радиотелеграфист, механик-водитель, старший инструктор батальона обеспечения Харьковского танкового училища, в 1942—1943 находился в распоряжении учебного центра самоходной артиллерии Красной армии. С 1943 в действующей армии: командир самоходного орудия СУ-122, командир взвода 1434-го самоходного артполка РВГК, командир батареи СУ-85, заместитель начальника штаба 1434-го самоходного артполка по оперативной работе, 2-й Белорусский фронт.
В послевоенные годы — слушатель Военной академии бронетанковых и механизированных войск. После её окончания в 1949 направлен на работу в разведку.
В 1950 окончил Высшую разведшколу, работал в центральном аппарате Комитета информации — ПГУ МГБ-КГБ. Занимал должности помощника начальника 1-го отдела 1-го Управления КИ при МИД СССР (1950—1952), заместителя начальника 1-го отделения 1-го отдела 2-го Управления ПГУ МГБ СССР (1952—1953), помощника начальника 1-го отдела 2-го Главного управления МВД СССР (1953).
В 1953—1958 находился в командировке в США.
В 1958—1959 — слушатель факультета усовершенствования школы № 101 ПГУ КГБ при СМ СССР.
В 1959—1960 — старший помощник начальника (по другим данным — начальник) 1-го отдела ПГУ КГБ при СМ СССР,
В 1960—1964 — начальник 5-го отдела ПГУ КГБ при СМ СССР,
В 1964—1967 — заместитель начальника 9-го Управления КГБ (охрана руководителей партии и правительства) при СМ СССР,
В 1967—1968 — исполнял обязанности начальника Управления, 1-й заместитель начальника 9-го Управления КГБ при СМ СССР,
В 1968—1974 — начальник 9-го Управления КГБ при СМ СССР,
В 1974—1983 — заместитель председателя КГБ при СМ СССР (с июля 1978 года — КГБ СССР) — начальник 15-го Главного управления (обеспечение деятельности защитных объектов),
В 1983—1987 — заместитель министра машиностроения СССР,
С августа 1987 — на пенсии. Скончался в октябре 1989 года, похоронен на Хованском кладбище Москвы.